# Ferdinand de Médicis
Pour les autres membres de la famille, voir Famille de Médicis.

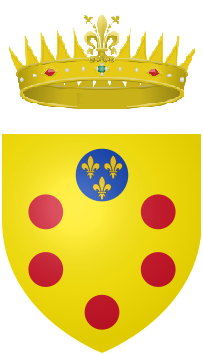
Armoiries du grand-prince

Ferdinand de Médicis (9 août 1663 - 31 octobre 1713) est un prince de la Maison de Médicis, qui décède avant son père Côme III de Médicis. En tant que prince héritier, il  est appelé de son vivant "grand prince", appellation nouvelle qui n'avait jamais été utilisée par les générations précédentes. C'est son frère Jean Gaston qui sera le dernier grand-duc de Toscane de la maison de Médicis. 

## Biographie
Il est le fils aîné du grand-duc de Toscane Cosme III et de Marguerite-Louise d'Orléans.
Il a une sœur Anne-Marie-Louise (1667-1743) qui, à défaut de pouvoir épouser le dauphin de France, sera mariée en 1691 à l’Électeur Jean-Guillaume de Palatinat, beau-frère de l'empereur Léopold Ier et un frère Jean-Gaston (1671-1737) marié en 1697 à Anne-Marie-Françoise de Saxe-Lauenbourg. Ces deux mariages n'auront aucune postérité.
La mésentente existant entre ses parents, qui conduit finalement à leur séparation en 1675, l'amène à se rapprocher davantage de sa mère : comme elle, Ferdinand aime les plaisirs mondains, les arts et la musique (il est lui-même musicien), alors que ses rapports avec son père, homme profondément religieux et bigot, sont toujours tendus. 
En 1689, il épouse Violante-Béatrice de Bavière, sœur de la dauphine de France et fille du Duc-électeur Ferdinand-Marie de Bavière et d'Henriette-Adélaïde de Savoie, union malheureuse qui reste sans progéniture. 
Libertin notoire, Ferdinand contracte la syphilis durant une visite au carnaval de Venise en 1696. La maladie aurait entraîné sa folie puis sa mort, en 1713, avant d'être monté sur le trône. À la mort de Cosme III en 1723, le frère cadet de Ferdinand, Jean-Gaston, est donc le dernier des Médicis à monter sur le trône de Toscane : après lui, demeuré également sans postérité, la dynastie s'éteint et le grand-duché passe aux mains des ducs de Lorraine et de Bar.

### Amateur d'arts

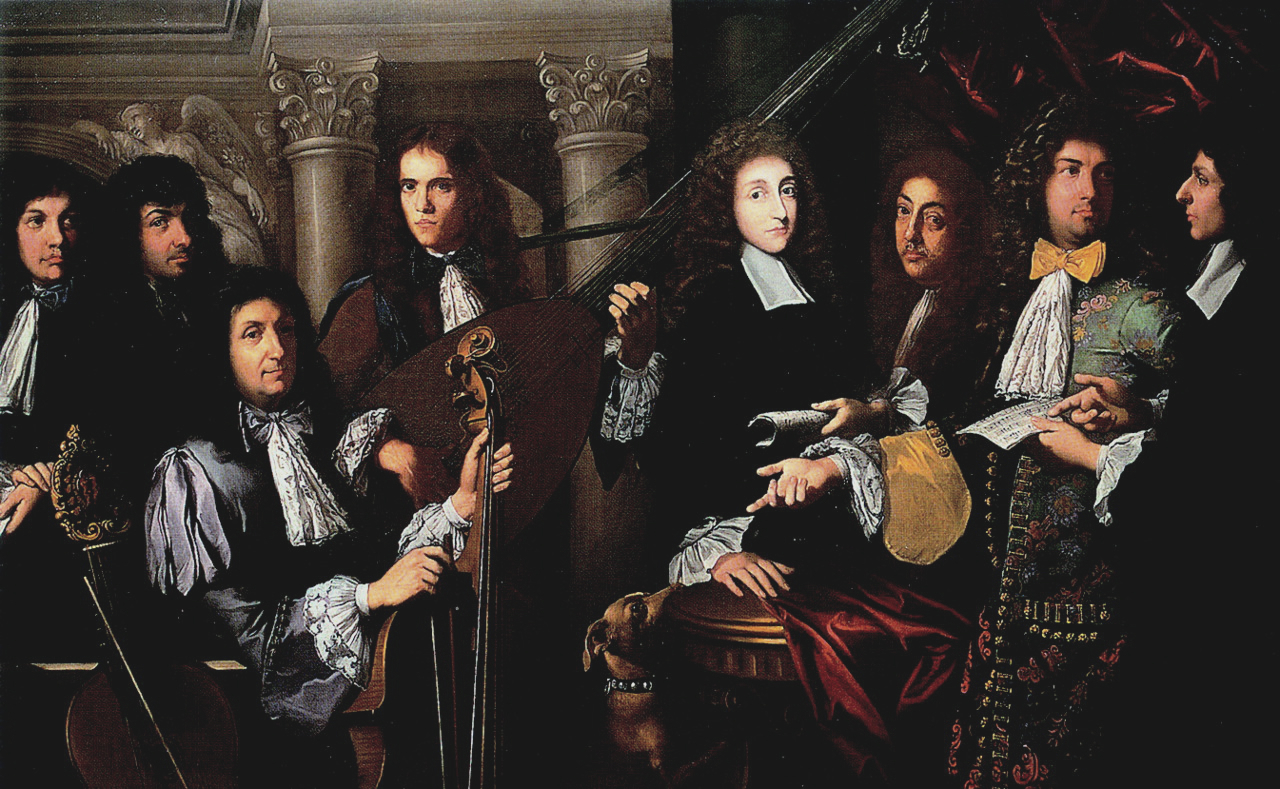
Anton Domenico Gabbiani, Le grand-prince Ferdinand de Médicis avec ses musiciens, 1685-90, Florence, Galerie Palatine

Ferdinand de Médicis est surtout connu comme patron des arts : dans sa Villa Pratolino (aujourd'hui Villa Demidoff) il a fait construire un théâtre conçu par Antonio Maria Ferri.
Dans la villa de Poggio a Caiano il a rassemblé dans une seule chambre appelée « Gabinetto delle opere in piccolo di tutti i più celebri pittori » (« Cabinet des petites œuvres de tous les peintres les plus célèbres »), une extraordinaire collection de peintures de petites  dimensions avec au moins 174 tableaux d'autant de peintres différents, parmi lesquels Albrecht Dürer, Léonard de Vinci, Raphaël, Rubens, etc. C'est Nicolo Cassana, peintre de cour à partir de 1683, qui devient l'agent, le conseiller, le copiste et le restaurateur de tableaux de Ferdinand. Parmi les œuvres qui lui sont contemporaines, à signaler deux peintures sur cuivre Le Songe de Joseph et La Vierge cousant, réalisées vers 1690-1700 par Francesco Trevisani dans sa période de travail sur les miniatures. Elles sont conservées au musée des Offices.
Agnolo Gori lui présenta Bartolomeo Bimbi qui exécuta pour lui à partir de 1685, de nombreux tableaux d'animaux, de fleurs et de fruits, représentations d'après nature, d'une extrême précision scientifique. Ces grands tableaux devaient décorer les villas médicéennes : la faune pour la Villa Medicea dell'Ambrogiana, la flore pour la Villa Medicea di Castello et les fruits pour le pavillon de chasse de la Topaia, sur les hauteurs de la résidence du Castello. La plupart de ces œuvres se trouvent aujourd'hui dans le musée de la nature morte qui occupe le second et dernier étage de la Villa médicéenne de Poggio a Caiano.
Il avait également dans sa collection une œuvre de Jan Davidsz de Heem, Guirlande de fleurs et de fruits, datant des années 1660, aujourd'hui dans la Galerie Palatine, ainsi qu'un tableau de Giovanni Ghisolfi, Paysage avec ruines et scène de sacrifice, entré aux Offices au XIXe siècle.
Parmi les compositeurs qu'il a introduits à la cour grand-ducale on trouve Alessandro Scarlatti et le jeune Georg Friedrich Haendel.  
En 1688, de passage à Padoue, il engage à son service, en qualité de gardien de ses instruments de musique, Bartolomeo Cristofori, l'inventeur du piano-forte, instrument précurseur du piano.
L'estro armonico, recueil de douze concertos pour instruments à cordes d'Antonio Vivaldi (opus 3), sorti des presses d'Estienne Roger en 1711 et qui marque une date capitale dans l'histoire de la musique européenne, lui est dédié.